# 長身小鮋
長身小鮋是輻鰭魚綱鮋形目鮋亞目鮋科的其中一種，為亞熱帶海水魚，分布於東大西洋塞內加爾與諾亞港海域，體長可達15公分。棲息在岩石底質底層水域，生活習性不明。

## 扩展阅读
維基物種上的相關：長身小鮋